# محوطه چشمه رباط
محوطه چشمه رباط، مربوط به دوران‌های تاریخی پس از اسلام است و در فرخ شهر، نرسیده به گردنه رخ واقع شده است. این اثر در تاریخ ۲۴ فروردین ۱۳۸۲ با شمارهٔ ثبت ۸۲۳۸ به‌عنوان یکی از آثار ملی ایران به ثبت رسیده‌است.